# The Hollywood Reporter
The Hollywood Reporter (с англ. — «Голливудский репортёр») — ведущий американский журнал, который отслеживает события в киноиндустрии США. Был основан Уильямом Вилкерсоном, первый номер вышел в сентябре 1930 года. Выходит раз в неделю. 
Вместе с изданием Variety в течение последнего десятилетия был одним из двух крупнейших американских журналов о кино. 
Журнал в настоящее время принадлежит Prometheus Global Media, его штаб-квартира находится в Лос-Анджелесе. 
В 2010 году главным редактором издания стала Дженис Мин (англ. Janice Min).

## THR Russia
С марта 2012 по ноябрь 2018 год выходила русскоязычная версия журнала, было выпущено 73 номера. 
Также велась работа сайта The Hollywood Reporter Russia на русском языке; сайт прекратил обновляться в ноябре 2018 года.
22 октября 2018 было официально объявлено о том, что издатели приняли решение не продлевать лицензию и провести ребрендинг издания: на базе российской версии журнала было создано самостоятельное издание «КиноРепортёр», которое возглавила Мария Лемешева. 